# Jun Kondō

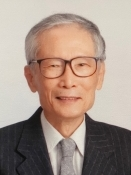
Jun Kondō (2020)

Jun Kondō (japanisch 近藤 淳, Kondō Jun; * 6. Februar 1930; † 11. März 2022) war ein japanischer theoretischer Physiker. Nach ihm ist der von ihm erklärte Kondo-Effekt benannt.

## Leben
Kondō studierte Physik an der Universität Tokio mit dem Abschluss 1954 und der Promotion 1959. Anschließend war er als Forscher an der Nihon-Universität (1959), am Institut für Festkörperphysik der Universität Tokio (1960 bis 1963) und am Elektrotechnischen Institut (ETL) tätig, an dem er ab 1983 Leiter der Abteilung Elektronenphysik wurde und bis zu seinem Ruhestand 1990 blieb. Danach war er dort Emeritus Fellow. Er übernahm 1990 eine Professur an der Toho-Universität, wo er 1995 emeritiert wurde.
1966/67 war er Gastwissenschaftler an den Bell Laboratories.
Seit 1997 war er Mitglied der japanischen Akademie der Wissenschaften, (Nihon gakushiin) und seit 2001 Sonderberater am Nationalen Institut für Fortgeschrittene Industrielle Wissenschaft und Technologie (AIST).
Kondō wurde 1979 mit dem Asahi-Preis ausgezeichnet und 1968 erhielt er den Nishina-Preis. 1984 erhielt er den Fujiwara Preis und 1987 den Fritz London Memorial Award. 1973 erhielt er den Preis der Japan Academy und den Kaiserlichen Preis und 2003 wurde er als Person mit besonderen kulturellen Verdiensten geehrt. 2009 wurde er Mitglied der National Academy of Sciences. 2020 wurde er mit dem Kulturorden ausgezeichnet.

## Werke
- Fermi surface effects: proceedings of the Tsukuba Institute, Tsukuba Science City, Japan, August 27–29, 1987 (1988) (englisch)
- The Physics of Dilute Magnetic Alloys, Cambridge University Press 2012. ISBN 978-1-107-02418-2 (englisch)